# SYT9
SYT9‏ (Synaptotagmin 9) هوَ بروتين يُشَفر بواسطة جين SYT9 في الإنسان.

## التفاعل
لقد ثبت أن SYT9 يتفاعل مع SYNCRIP وTUBB وTRPV1.